# Aleksandra Kisio

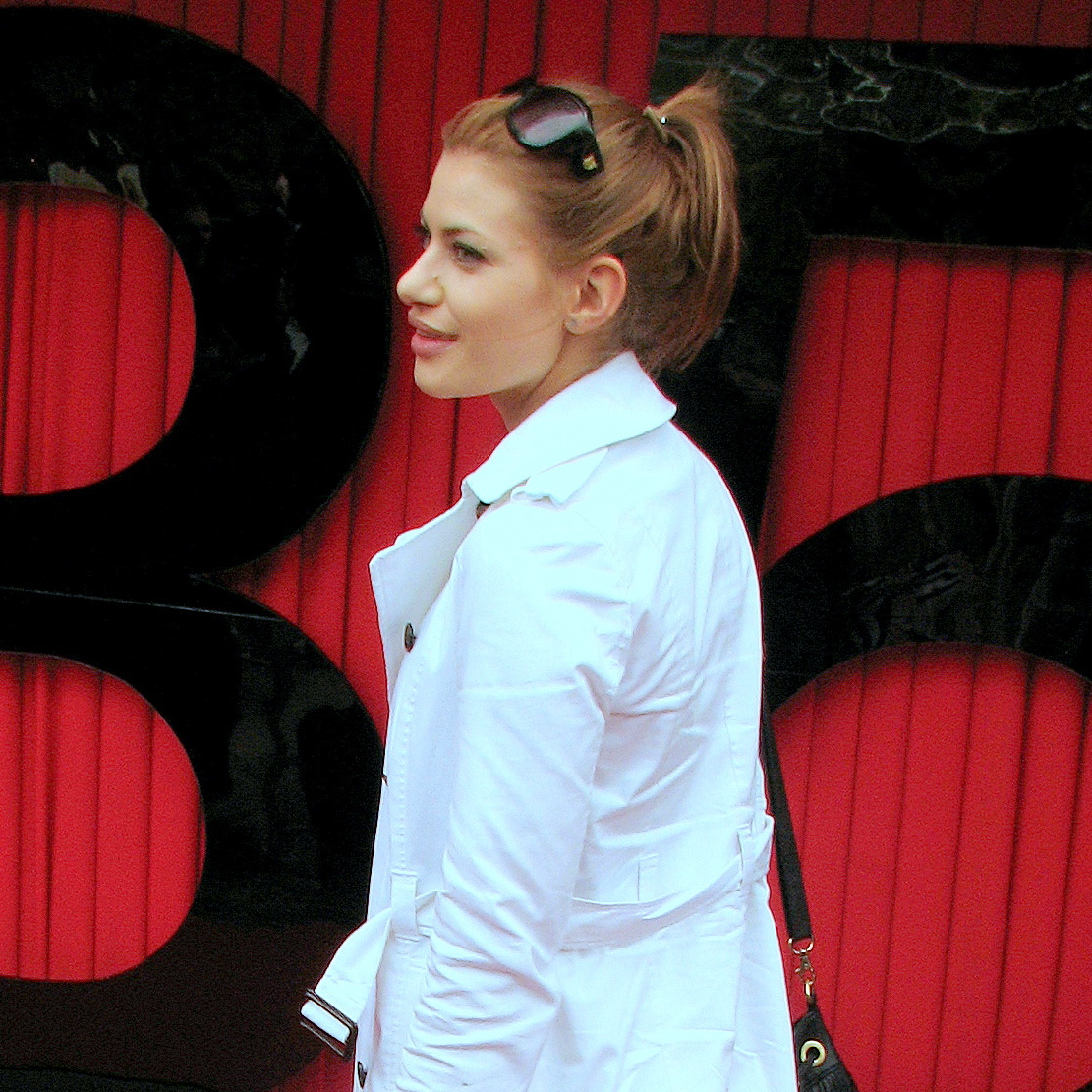
Kisio (2010)

Aleksandra Kisio (ur. 22 marca 1983 w Szczecinie) – polska aktorka.

## Życiorys
Urodziła się w Szczecinie, jest córką Marka Kisio i Izabeli Kisio-Skorupy. Studiowała w Państwowej Wyższej Szkole Filmowej, Telewizyjnej i Teatralnej w Łodzi.
Wystąpiła w ponad 50 produkcjach filmowych i telewizyjnych, grając przede wszystkim epizodyczne i drugoplanowe role. Jedną z najbardziej znaczących ról zagrała w serialu Prosto w serce (2010–2011), gdzie wcielała się w postać Gośki, przyjaciółki głównej bohaterki Moniki (Anna Mucha). W 2011 uczestniczyła w 13. edycji programu TVN Taniec z gwiazdami. W 2012 prowadziła program Salon ostatniej szansy w TLC. W 2014 wystąpiła w telewizyjnym spocie reklamowym Banku Zachodniego WBK.

## Życie prywatne
W 2017, po 15 latach nieformalnego związku, poślubiła Łukasza Zielińskiego, z którym ma dwóch synów: Hugona (ur. 11 stycznia 2015) i Romea (ur. 28 maja 2018).

## Filmografia
- 2000: Chłopaki nie płaczą – dziewczyna w barze (nie wymieniona w napisach)[12]
- 2001: Święta polskie – dziewczyna na przyjęciu (odc. pt. W kogo ja się wrodziłem)
- 2002: Kariera Nikosia Dyzmy – Lusia, żona ministra
- 2002: Jak to się robi z dziewczynami – laska
- 2002: Edi – księżniczka
- 2003: Toilet out of order – dziewczyna w toalecie
- 2003: Siedem przystanków na drodze do raju – Wygrana
- 2003: M jak miłość – Beata, przygodna znajomość Pawła (odc. 197)
- 2003: Kasia i Tomek – Ela (odc. 24 seria II tylko głos)
- 2004: Park tysiąca westchnień – wnuczka dwóch babek
- 2004: Mało upalne lato – panna szatynka
- 2004: M jak miłość – Beata, przygodna znajomość Pawła (odc. 257)
- 2005: Wróżby kumaka – Iwonka
- 2005: Szaleńcy – siostra recepcjonistki
- 2005: Między wierszami – kobieta
- 2005: Lokatorzy – Jola (odc. 211)
- 2005: Fortuna czyha w lesie – córa Koryntu
- 2005: Dom niespokojnej starości – młoda wielopolska
- 2005: Bulionerzy – bulionerka Matyskówna (odc. 33)
- 2006: Warto kochać – prostytutka Weronika
- 2006: W krainie jaskrawych zabawek – dziewczyna na castingu
- 2006: U fryzjera – klientka (odc. 8)
- 2006: Rzeźnia numer 1 – Anita, dziewczyna Artura
- 2006: Pensjonat pod Różą – Paulina Gajek, znajoma Mikołaja (odc. 107-112)
- 2006: Oficerowie – siostra Teodozja Czartoryska (odc. 6-7, 13)
- 2006: Mrok – narzeczona Gajdy (odc. 2)
- 2006: Fałszerze – powrót Sfory – podkomisarz barska, oficer dyżurna (odc. 6, 12)
- 2006: Dublerzy – dziewczyna Galarety
- 2006–2007: Kopciuszek – Ewa
- 2007: Testosteron – Patrycja, narzeczona Tytusa
- 2007: Prawo miasta – prostytutka Alina (odc. 10)
- 2007–2009: Plebania – Sandra
- 2007: Magda M. – Olimpia Dobrucka (odc. 55)
- 2007: I kto tu rządzi? – Elektra (odc. 30)
- 2007: Determinator – Aneta, sekretarka Boguckiego (odc. 4-7, 13)
- 2007–2009: Tylko miłość – Kama, stylistka piosenkarki Sylwii Sztern
- 2008: Na Wspólnej – dziennikarka (odc. 987)
- 2008: Skorumpowani – Masza
- 2008–2010: Samo życie – dziennikarka Violetta Kurska
- 2008: Barwy szczęścia – pracownica banku (odc. 90)
- 2008–2009, 2020–2021: BrzydUla – Gośka Poznachowska
- 2009: Złoty środek – dziewczyna w klubie
- 2009: Na dobre i na złe – Justyna, dziewczyna Wąsa (odc. 370)
- 2009, 2013–2014: Pierwsza miłość – Agata Skowrońska
- 2009: Lunatycy – barmanka
- 2009: 39 i pół – Jola (odc. 19)
- 2010: Nowa – kierowniczka kasyna (odc. 13)
- 2010: Milczenie jest złotem – Dorota
- 2010: Klub szalonych dziewic – fotografka Marka (odc. 8)
- 2010: Duch w dom – żona dentysty (odc. 1-6, 8)
- 2010: Belcanto – pani Klara, nowa wybranka Ogórcowa
- 2011: Prosto w serce Michta (odc. 4)
- 2012: Komisarz Alex – Danka (odc. 18)
- 2012: Bez tajemnic – Gośka Figura
- 2011: Wojna żeńsko-męska – Ewa Gwóźdź, pielęgniarka w klinice prącia
- 2011: Instynkt – Ilona pacjentka Andrzeja (odc. 27 seria II)
- 2013: Galeria – Ada (odc. 155-157, 160-161)
- 2013: Świat według Kiepskich – kobieta (odc. 419, 452)
- 2013: Hotel 52 – Kamila Żegota, narzeczona Puciły (odc. 89)
- 2015: Widoczek – matka z dzieckiem
- 2016: Kobiety bez wstydu – Katarzyna
- 2016: Dwoje we troje – ciotka Michała, klientka banku (odc. 47)
- 2017: Serce czy kamień – dziewczyna kamień
- 2018: Stara szafa – wnuczka Jadwigi
- 2019: Ojciec Mateusz – Aneta Czajka (odc. 269)
- 2019: Zakochani po uszy – aktorka (odc. 17)
- 2020–2021: Zakochani po uszy – Klara, matka Mai
- 2020: Komisarz Alex – Lena Zarzycka (odc. 181)
- 2020–2021 BrzydUla – Gośka Poznachowska (odc. 59-60, 66-67, 69, 83-86, 88, 100, 102)
- 2022: Listy do M. 5 – Bernadetta, żona Michała
- od 2023: Teściowie
- od 2024: Dzielnica strachu – Martyna Śpiewak
- 2025: Aniela – Karolina

Źródło: Filmpolski.pl.